# Esmicre
Esmicre (en grec antic Σμίκρος), va ser, segons la mitologia grega, un fill de Democle, un habitant de Delfos.
Democle va traslladar-se a Milet amb Esmicre, que només tenia tretze anys, però al tornar a Delfos, el pare va abandonar el noi a l'Àsia Menor. A Esmicre el va recollir un fill d'Eritarses, que guardava un ramat de cabres. Eritarses, davant del qual l'havien conduït, després d'interrogar-lo, l'adoptà com a fill seu. Un dia, Esmicre i el seu germà adoptiu van trobar un cigne i es van barallar per saber a qui dels dos pertanya. En aquell moment se'ls hi va aparèixer la deessa Leucòtea que els ordenà que demanessin als milesis la creació d'uns jocs gimnàstics en honor seu on poguessin participar els nens. Després Esmicre es va casar amb la filla d'un noble de Milet amb qui va tenir un fill, Brancos. Una altra tradició deia que una aparició havia recomanat al pare adoptiu d'Esmicre que el tractés amb la màxima consideració. Aleshores Eritarses el casà amb la seva filla, i ella va ser la mare de Brancos.